# Morus koordersiana
Morus koordersiana är en mullbärsväxtart som beskrevs av André Leroy. Morus koordersiana ingår i släktet mullbär, och familjen mullbärsväxter. Inga underarter finns listade i Catalogue of Life.